# Brendan Schoonbaert
Brendan Schoonbaert (ur. 9 maja 2000 w Gisenyi) – belgijski piłkarz grający na pozycji środkowego obrońcy. W sezonie 2021/2022 występuje w klubie Waasland-Beveren.

## Kariera juniorska
Schoonbaert grał jako junior dla Eendracht Aalter, SV Zulte Waregem oraz dla Club Brugge.

## Kariera seniorska

### Lommel SK
Schoonbaerta wypożyczono do Lommel SK 2 września 2019 roku. Debiut dla tego zespołu zaliczył on 26 września 2019 roku w przegranym 2:1 spotkaniu przeciwko Standardowi Liège. Ostatecznie dla Lommel SK Belg rozegrał 2 mecze, nie strzelając żadnego gola. 

### KMSK Deinze
Schoonbaert został wypożyczony do KMSK Deinze 17 stycznia 2017 roku. W barwach tej drużyny zawodnik ten nie wystąpił w żadnym spotkaniu.

### Waasland-Beveren
Schoonbaert przeszedł do Waasland-Beveren 21 lipca 2020 roku. Zadebiutował on dla tego klubu 9 sierpnia 2020 roku w meczu z KV Kortrijk (wyg. 1:3). Do 7 lipca 2021 roku w barwach Waasland-Beveren Belg wystąpił 29 razy, nie zdobywając żadnej bramki.

## Kariera reprezentacyjna
| Mecze i gole w reprezentacji | Mecze i gole w reprezentacji | Mecze i gole w reprezentacji | Mecze i gole w reprezentacji | Mecze i gole w reprezentacji | Mecze i gole w reprezentacji | Mecze i gole w reprezentacji | Mecze i gole w reprezentacji                  |
| Belgia U-15                  | Belgia U-15                  | Belgia U-15                  | Belgia U-15                  | Belgia U-15                  | Belgia U-15                  | Belgia U-15                  | Belgia U-15                                   |
| Lp.                          | Data                         | Miejsce                      | Gospodarz                    | Gość                         | Wynik                        | Gol                          | Rozgrywki                                     |
| ---------------------------- | ---------------------------- | ---------------------------- | ---------------------------- | ---------------------------- | ---------------------------- | ---------------------------- | --------------------------------------------- |
| 1.                           | 31.03.2015                   | Tubize                       | Belgia U-15                  | Irlandia Północna U-15       | 0:0                          |                              | Turniej międzynarodowy                        |
| Belgia U-16                  |                              |                              |                              |                              |                              |                              |                                               |
| Lp.                          | Data                         | Miejsce                      | Gospodarz                    | Gość                         | Wynik                        | Gol                          | Rozgrywki                                     |
| 1.                           | 12.09.2015                   | Tubize                       | Belgia U-16                  | Niemcy U-16                  | 1:5                          |                              | Mecz towarzyski                               |
| 2.                           | 14.09.2015                   | Tubize                       | Belgia U-16                  | Niemcy U-16                  | 1:1                          |                              | Mecz towarzyski                               |
| 3.                           | 18.01.2016                   | Selçuk                       | Belgia U-16                  | Grecja U-16                  | 0:1                          |                              | Turniej międzynarodowy                        |
| 4.                           | 19.01.2016                   | Selçuk                       | Belgia U-16                  | Rumunia U-16                 | 3:3                          |                              | Turniej międzynarodowy                        |
| 5.                           | 21.01.2016                   | Selçuk                       | Belgia U-16                  | Stany Zjednoczone U-16       | 0:2                          |                              | Turniej międzynarodowy                        |
| Belgia U-17                  |                              |                              |                              |                              |                              |                              |                                               |
| Lp.                          | Data                         | Miejsce                      | Gospodarz                    | Gość                         | Wynik                        | Gol                          | Rozgrywki                                     |
| 1.                           | 25.08.2016                   | Burton upon Trent            | Anglia U-17                  | Belgia U-17                  | 6:0                          |                              | Mecz towarzyski                               |
| 2.                           | 03.02.2017                   | Ploufragan                   | Francja U-17                 | Belgia U-17                  | 2:0                          |                              | Mecz towarzyski                               |
| Belgia U-18                  |                              |                              |                              |                              |                              |                              |                                               |
| Lp.                          | Data                         | Miejsce                      | Gospodarz                    | Gość                         | Wynik                        | Gol                          | Rozgrywki                                     |
| 1.                           | 01.09.2017                   | Limoges                      | Francja U-18                 | Belgia U-18                  | 4:1                          |                              | Mecz towarzyski                               |
| 2.                           | 03.09.2017                   | Limoges                      | Polska U-18                  | Belgia U-18                  | 2:2                          | Gol                          | Mecz towarzyski                               |
| 3.                           | 09.11.2017                   | Murcja                       | Belgia U-18                  | Irlandia U-18                | 3:0                          |                              | Mecz towarzyski                               |
| 4.                           | 11.11.2017                   | Murcja                       | Czechy U-18                  | Belgia U-18                  | 1:1                          |                              | Mecz towarzyski                               |
| 5.                           | 13.11.2017                   | Murcja                       | Belgia U-18                  | Holandia U-18                | 1:4                          |                              | Mecz towarzyski                               |
| Belgia U-19                  |                              |                              |                              |                              |                              |                              |                                               |
| Lp.                          | Data                         | Miejsce                      | Gospodarz                    | Gość                         | Wynik                        | Gol                          | Rozgrywki                                     |
| 1.                           | 27.03.2018                   | Alcoy                        | Bułgaria U-19                | Belgia U-19                  | 0:2                          |                              | Mistrzostwa Europy U-19 2018 – runda elitarna |
| 2.                           | 10.09.2018                   | Tubize                       | Belgia U-19                  | Anglia U-19                  | 1:2                          |                              | Mecz towarzyski                               |
| 3.                           | 17.11.2018                   | Ta'Qali                      | Malta U-19                   | Belgia U-19                  | 1:1                          | Gol                          | Mistrzostwa Europy U-19 2019 – eliminacje     |
| 4.                           | 20.11.2018                   | Ta'Qali                      | Francja U-19                 | Belgia U-19                  | 2:2                          |                              | Mistrzostwa Europy U-19 2019 – eliminacje     |
| 5.                           | 23.03.2019                   | Oderzo                       | Serbia U-19                  | Belgia U-19                  | 0:2                          |                              | Mistrzostwa Europy U-19 2019 – runda elitarna |

## Sukcesy
Sukcesy w karierze klubowej:
- Belgian National Division 1 – 1x, z KMSK Deinze, sezon 2019/2020
- Eerste klasse A – 1x, z Club Brugge, sezon 2018/2019